# پاریچ
پاریچ (به انگلیسی: Parwich) یک روستا و محله مدنی در بریتانیا است که در Derbyshire Dales واقع شده‌است. پاریچ ۴۷۲ نفر جمعیت دارد.